# Siergijewskie osiedle wiejskie
Siergijewskie osiedle wiejskie – jedno z 5 osiedli wiejskich w rejonie giagińskim wchodzącym w skład Republiki Adygei. W 2022 liczyło 2935 mieszkańców.